# Wang Zheng
Wang Zheng (née le 14 décembre 1987 dans la province de Shaanxi) est une athlète chinoise, spécialiste du lancer du marteau. Vice-championne olympique à Tokyo en 2021, elle a également été vice-championne du monde à Londres en 2017 et médaillée de bronze aux Mondiaux de Moscou en 2013 et de Doha en 2019.

## Biographie
En 2013, à Pune en Inde, elle devient pour la première fois championne d'Asie en atteignant la marque de 72,78 m. Elle participe ensuite aux championnats du monde de Moscou où elle termine initialement au pied du podium avec un lancer à 74,90 m. Toutefois, elle récupère la médaille de bronze en 2016 à la suite du déclassement pour dopage de la Russe Tatyana Lysenko.
Le 29 mars 2014, à Chengdu, Wang Zheng établit un nouveau record d'Asie du lancer du marteau avec la marque de 77,68 m, améliorant de 69 centimètres l'ancienne meilleure marque continentale détenue depuis 2012 par sa compatriote Zhang Wenxiu.
Le 7 août 2017, la Chinoise décroche la médaille d'argent des Championnats du monde de Londres grâce à un jet à 75,98 m, derrière la Polonaise Anita Włodarczyk (77,90 m).
Le 25 août 2018, elle remporte sa troisième médaille d'argent consécutive aux Jeux asiatiques, avec 70,86 m, derrière Luo Na (71,42 m).
Elle remporte la médaille de bronze lors des championnats du monde 2019 de Doha avec un jet à 74,76 m, ce qui constitue sa troisième médaille planétaire après celles de 2013 et de 2017.
Aux Jeux Olympiques de Tokyo en 2021, Wang Zheng s'adjuge à 33 ans la médaille d'argent avec un lancer à 77,03 m, derrière encore une fois Anita Włodarczyk.

## Palmarès
| Date | Compétition                         | Lieu                                | Résultat | Marque  |
| ---- | ----------------------------------- | ----------------------------------- | -------- | ------- |
| 2006 | Championnats d'Asie juniors         | Macao                               | 1re      | 60,16 m |
| 2006 | Championnats du monde juniors       | Pékin                               | 9e       | 59,12 m |
| 2009 | Jeux de l'Asie de l'Est             | Hong Kong                           | 1re      | 67,06 m |
| 2010 | Jeux asiatiques                     | Guangzhou                           | 2e       | 68,17 m |
| 2013 | Championnats d'Asie                 | Pune                                | 1re      | 72,78 m |
| 2013 | Championnats du monde               | Moscou                              | 3e       | 74,90 m |
| 2014 | Jeux asiatiques                     | Incheon                             | 2e       | 74,16 m |
| 2015 | Championnats du monde               | Pékin                               | 5e       | 73,83 m |
| 2016 | Jeux olympiques                     | Rio de Janeiro                      | finale   | NM      |
| 2017 | Championnats du monde               | Londres                             | 2e       | 75,98 m |
| 2017 | Challenge IAAF du lancer de marteau | Challenge IAAF du lancer de marteau | 2e       | —       |
| 2018 | Jeux asiatiques                     | Jakarta                             | 2e       | 70,86 m |
| 2019 | Championnats d'Asie                 | Doha                                | 1re      | 75,66 m |
| 2019 | Championnats du monde               | Doha                                | 3e       | 74,76 m |
| 2019 | Jeux mondiaux militaires            | Wuhan                               | 1re      | 69,34 m |
| 2021 | Jeux olympiques                     | Tokyo                               | 2e       | 77,03 m |
| 2023 | Championnats du monde               | Budapest                            | 8e       | 72,14 m |

## Records
| Épreuve           | Performance | Lieu    | Date         |
| ----------------- | ----------- | ------- | ------------ |
| Lancer du marteau | 77,68 m     | Chengdu | 29 mars 2014 |